# Бойко, Алексей Сергеевич (украинский политик)
Алексей Сергеевич Бойко (укр. Олексій Сергійович Бойко; род. 16 апреля 1982 года, г. Каменец-Подольский, Хмельницкая область, Украинская ССР) — украинский государственный деятель, председатель Черновицкого областного совета с 18 декабря 2020 года.

## Биография
Родился 16 апреля 1982 года в городе Каменец-Подольский Хмельницкой области.
Получил два высших образования в Национальной академии государственного управления при Президенте Украины по специальностям «Менеджмент организаций» и «Государственное управление» (магистр).
Работал инспектором налоговой инспекции Сокирянского района Черновицкой области.
С 2015 года занимал должность заместителя председателя Сокирянского районного совета Черновицкой области, затем был заместителем председателя Сокирянской районной государственной администрации.
С декабря 2019 года являлся советником председателя Черновицкой областной государственной администрации, с января по декабрь 2020 года занимал должность заместителя председателя Черновицкой областной государственной администрации.
На местных выборах в октябре 2020 года избран депутатом Черновицкого областного совета от Аграрной партии Украины.
18 декабря 2020 года на пленарном заседании первой сессии Черновицкого областного совета VIII созыва стал председателем.